# Мазурка
 Тази статия е за полския народен танц.  За селото във Воронежка област на Русия вижте Мазурка (Воронежка област).  
Мазурка (на полски: mazurek) е полски фолкорен танц в размер 3/4 с умерено до стремително бързо темпо.
За пръв път танцът се среща през 1640 година и води името си от полската област Мазурия, където първоначално е възникнал. През 19 век намира разпространение в цяла Европа и постепенно се превръща в салонен и бален танц. Играе се на двойки с леки, плъзгащи се стъпки и малки подскоци с удари на токовете. Разпространен е и като концертен вид в творби на Фредерик Шопен, Глинка, Чайковски и др. Характерно за мазурката е разнообразието на видовете ѝ: полка-мазурка, варшавска (varsovienne), масолка, и др.

## История
Народният произход на мазурката са други две полски музикални форми, а именно бавният куявяк (kujawiak) и бързият оберек (oberek). Мазурката става популявна в балните зали през 19 век в различни части на Европа. Полския национален химн има ритъм на мазурка, но е твърде бавен, за да се счита мазурка.
На полски тази музикална форма се нарича mazurek, дума, произхождаща от mazur, с която до деветнадесети век се наричат жителите на полския регион Мазовия, и който също става коренът в „Мазурия“. На полски mazurka е всъщност родителният и винителният падежи на думата mazurek.
Няколко класически композитори пишат мазурки, като 69-те най-известни са композирани от Шопен за соло пиано. През 1825 г. Мария Шимановска пише най-дългата колекция от мазурки за пиано преди Шопен. Хенрик Виенявски също пише две за цигулка и пиано (известните „Obretas“, Op. 19), Джулиан Кокран композира колекция от пет мазурки за соло пиано и оркестър, а през 20-те години на 20 век Карол Шимановски пише набор от двадесет за пиано и завършва кариерата си на композитор с последна двойка през 1934 г.
Шопен първо започва да композира мазурки през 1825 г., но композирането му не е сериозно до 1830 г. – годината на Ноемврийското въстание, полско въстание срещу руския цар. Шопен продължава да композира мазурки до смъртта си през 1849 г. Стилистичните и музикални характеристики на Шопеновите мазурки се различават от традиционните, тъй като Шопен създава изцяло различен, нов жанр на мазурката. Например той използа класически техники в своите мазурки, включително контрапункт и фуга. Чрез включване на повече хроматизъм и хармония, той прави мазурките технически по-интересни от традиционните танци.